# Джулио I Чибо-Маласпина
Джулио I Чибо-Маласпина (1 марта 1525, Рим — 18 мая 1548, Милан) — представитель дома Чибо, маркграф Массы и синьор Каррары с 7 октября 1546 по 27 июня 1547 года. С большим трудом наследовал владения своей матери, которая спустя чуть более восьми месяцев вернула себе власть обратно. Был казнен за участие в заговоре против генуэзского адмирала Андреа Дориа.

## Биография

### Ранние годы
Матерью Джулио была Риччарда Маласпина, последняя представительница маркграфов Массы и синьоров Каррары из дома Маласпина. Она была второй дочерью и наследницей Антонио Альберико II Маласпина, маркграфа Массы и синьора Каррары. Отцом Джулио был Лоренцо Чибо, граф Ферентилло, четвертый сын Франческетто Чибо, бастарда римского папы Иннокентия VIII, и Маддалены Медичи, дочери Лоренцо Великолепного. 
Джулио родился в Риме 1 марта 1525 года во дворце Чибо на площади Навона, который принадлежал его отцу и позднее вошёл в состав резиденции Памфили. Здесь Риччарда жила в течение двух лет, пока из-за разграбления Рима семье не пришлось вернуться морем в замок Масса, официальную резиденцию маркграфов Массы. Во время отсутствия маркграфини государством управляла, согласно воле покойного отца, её мать, Лукреция д'Эсте, которой помогал зять кардинал Инноченцо Чибо. Лукреция курировала отношения с другими странами.
Риччарда и дети, Элеонора и Джулио, вернулись в Рим, а Лоренцо, из-за сложных отношений с супругой, поселился в Аньяно, где заботился об интересах своего графства Ферентилло. В Риме Джулио жил до 1533 года, а затем, вместе с матерью и сестрой, переехал во Флоренцию во дворец Пацци, также принадлежавший семье Чибо. Маркграфиня и её сестра Таддеа держали там двор. Поведение обеих сестёр служило поводом для многочисленных сплетен и скандалов. В 1543 году восемнадцатилетний Джулио отправился в Барселону, где при поддержке адмирала Андреа Дориа был представлен ко двору императора Карла V.
Вскоре между Джулио и его деспотичной матерью возникли серьёзные разногласия, главным образом, из-за завещания покойного деда Джулио, Антонио Альберико II Маласпины, который назначил своим преемником первенца своей дочери. Последняя, вместе с вдовой деда, Лукрецией, должна была править маркграфством до тех пор, пока наследник не достигнет совершеннолетия. Риччарда использовала все средства, чтобы помешать сыну вступить в права наследования, как она это уже сделала с его отцом, своим мужем. Маркграфиня рассчитывала сохранить личную власть в феодах при поддержке империи. Между тем, в 1544 году Джулио, испытав ряд проблем в Испании, в том числе финансовых, временно поселился в Каррарском замке у своего дяди, кардинала Чибо, затем в Аньяно у отца, а после переехал в Рим. Здесь, как старший сын и наследник, он потребовал от матери подтвердить его права на владения и титулы маркграфа Массы и синьора Каррары. Риччарда решительно отказалась передать власть Джулио, так как не только хотела, как прежде, править феодами лично, но и думала завещать их своему любимому младшему сыну Альберико. Между ней и старшим сыном последовала ожесточенная борьба.
В марте 1546 года Джулио женился на Перетте Дориа (1526 — 1591), дочери Томмазо Дориа, князя Онельи и Марии Грилло; после смерти Джулио его вдова снова вышла замуж за своего родственника Филиппо Дориа, графа Сассокорваро и умерла в Убальдинской крепости. Тем временем, Риччарда подал судебный иск против Джулио, которому с помощью своего отца, представителей домов Дориа и Медичи удалось силой занять принадлежавшие ему феоды и провозгласить себя маркграфом 7 октября 1546 года. Однако вскоре ситуация ухудшилась из-за того, что Джулио потерял финансовую поддержку со стороны союзников. 30 мая 1547 года он заключил со своей матерью договор, по которому, обязался выплатить ей сорок тысяч золотых дукатов, вернуть все вотчины и согласился править феодами от её имени. 27 июня Риччарда вернулась в замок Масса. Чтобы заплатить матери, Джулио попросил в долг у родственника жены, генуэзского адмирала Андреа Дориа, но тот отказал ему.

### Предательство и смерть
Оскорблённый отказом адмирала, молодой маркграф спланировал заговор с целью убить Андреа Дориа и привести Генуэзскую республику и своё маркграфство к союзу с французским королём. Заговор, поддержанный Оттобоно Фиески и другими генуэзскими изгнанниками, бежавшими в Венецию, включал проникновение в город, убийство Андреа Дориа, испанского посла и других членов происпанской партии. Заговорщики нашли сторонников в лице представителей флорентийского дома Строцци и римского папы Павла III: первые не простили испанцам уничтожение Флорентийской республики, второму необходим был баланс между силами испанцев и французов в Италии.
Однако заговор был раскрыт до того, как был приведен в исполнение. Джулио арестовали и заключили в тюрьму в замке Понтремоли, затем его доставили в Милан. Здесь, несмотря на протесты со стороны родственников, великого герцога Козимо I Медичи и герцога Эрколе II д’Эсте, и при полном безразличии со стороны его родителей и дяди-кардинала, 18 мая 1548 года, в возрасте двадцати трёх лет, он был обезглавлен. Останки Джулио, погребённые в церкви Санта-Мария-дельи-Анджели в Милане, находившейся в ведении францисканцев, которым маркграф пожертвовал крупную сумму, в 1573 году были перезахоронены по приказу его младшего брата Альберико в усыпальнице собора Массы. Гробницу маркграфа поместили рядом с гробницами его отца и матери, которые ничего не сделали для спасения сына. Биограф Джулио, Луиджи Стаффетти, описывал его как образованного и культурного человека, автора сонетов, последний из которых был написан им перед казнью; Джулио был среднего роста, с оливковой кожей, кудрявыми волосами, энергичным и смелым характером, стройным телосложением, похожим на отца. Согласно народной традиции, единственным предполагаемым изображением маркграфа является небольшая скульптура, находящаяся в крепости Маласпина в Массе.

## Титулы
Суверенный маркграф Массы и суверенный синьор Каррары, Монеты и Авенцы, римский, генуэзский, пизанский, флорентийский и неаполитанский патриций, витербоский дворянин.